# 줄리어스 로젠월드
줄리어스 로젠월드(Julius Rosenwald, 1862년 8월 12일 – 1932년 1월 6일)는 미국의 사업가이자 박애주의자였다. 그는 시어스, 로벅 앤드 컴퍼니의 공동 소유주이자 경영자로, 그리고 직업 또는 기술 교육을 장려하기 위해 수백만 달러의 매칭 펀드를 기부한 로젠월드 재단을 설립한 것으로 가장 잘 알려져 있다. 1919년에 그는 시카고 인종 관계 위원회에 임명되었다. 그는 또한 시카고의 과학산업박물관 (시카고)의 주요 설립자이자 후원자였으며, 500만 달러 이상을 기부하고 1927년부터 1932년까지 회장으로 재직했다.

## 초기 생애

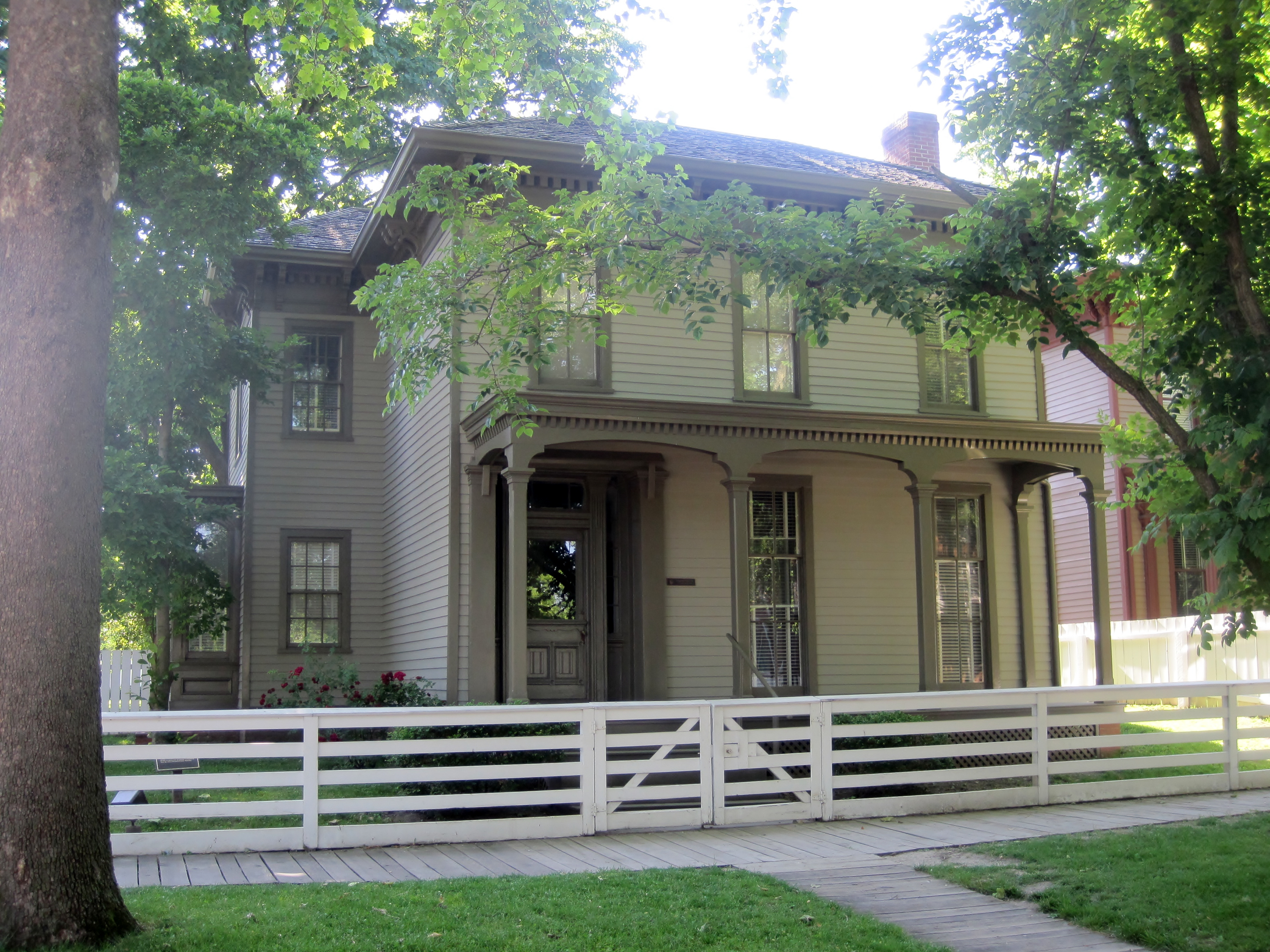
로젠월드 가족은 1868년에 이 집을 구입하여 1886년까지 소유했다.

줄리어스 로젠월드는 1862년 의류업자 새뮤얼 로젠월드와 그의 아내 오거스타(해머스로우) 사이에서 태어났다. 이들은 독일 출신의 유대인 이민자 부부였다. 줄리어스 로젠월드는 새뮤얼과 오거스타의 영아기를 넘긴 두 번째 자녀였다. 그는 링컨의 대통령 재임 기간 동안 스프링필드 (일리노이주)에 있는 에이브러햄 링컨의 거주지에서 몇 블록 떨어진 곳에서 태어나고 자랐다. 2020년, 이전에는 리옹 하우스로 알려졌던 이 집은 그의 이름을 따서 개명되었고, 기념판이 세워졌다.
또한 새뮤얼 로젠월드는 스프링필드 히브리 회중의 브리스 숄롬 유대교 회당 회장으로 재직했으며, 줄리어스는 그곳에서 유대인 교육을 받고 그의 가치관을 형성하는 평생의 교훈을 얻었다.
16세가 되자 로젠월드는 부모님에 의해 뉴욕의 삼촌들에게 의류 무역을 배우기 위해 도제로 보내졌다. 뉴욕에 있는 동안 그는 헨리 골드만과 헨리 모건소와 친구가 되었다. 그의 남동생 모리스와 함께 로젠월드는 의류 제조 회사를 시작했다.
로젠월드는 남북 전쟁 중 수집된 데이터로부터 표준화된 사이즈에 따라 의류를 제조하기 시작한 다른 의류업자들에 대해 들었다. 그는 그 시스템을 시도하기로 결정했지만, 자신의 시장이 될 것이라고 예상한 농촌 인구에 더 가까이 제조 시설을 옮기기로 했다. 그와 그의 형제는 시카고로 이주했다.

## 결혼 및 가족
1890년 로젠월드는 경쟁 의류업자의 딸인 어거스타 "거시" 너스바움과 결혼했다. 그들은 슬하에 다섯 자녀를 두었다: 레싱 J. 로젠월드, 아델 (로젠월드) 도이치 레비, 에디스 (로젠월드) 스턴, 마리온 (로젠월드) 아스콜리 (이탈리아계 미국인 언론인 막스 아스콜리의 두 번째 아내), 그리고 윌리엄 로젠월드. 그들의 아들 레싱 로젠월드는 저명한 사업가가 되었고, 아버지의 뒤를 이어 시어스, 로벅 앤드 컴퍼니 회장직을 역임했다 (1932–1939). 에디스는 사업가 에드거 B. 스턴 시니어와 결혼했다.
그의 손녀 중 한 명은 니나 로젠월드이다. 또 다른 손자는 할리우드 영화 제작자 아르망 도이치였는데, 그는 1924년 5월 21일 학교 친구 로버트 "바비" 프랭크스를 납치하고 살해한 레오폴드와 로엡의 스릴 살인범의 표적이었던 것으로 믿었다.

## 시어스, 로벅 앤드 컴퍼니
1893년, 리처드 시어스와 앨버 C. 로벅은 그들의 시계 회사 이름을 시어스, 로벅 앤드 컴퍼니로 바꾸고 다각화를 시작했다. 로젠월드와 웨일은 시어스, 로벅의 주요 남성 의류 공급업체였다. 1893년 공황으로 인한 팔리지 않는 상품의 양과 그의 건강 악화로 인해 로벅은 회사를 떠나게 되었다.
로벅은 회사에 대한 자신의 지분을 시어스에게 넘겼고, 시어스는 다시 시카고 사업가 아론 너스바움에게 회사의 절반을 팔 것을 제안했으며, 너스바움은 시어스에게 빚을 지고 있던 로젠월드를 데려왔다. 1895년 8월, 시어스는 로벅의 회사 지분 절반을 너스바움과 로젠월드에게 75,000달러에 팔았다. 새로운 시어스, 로벅 앤드 컴퍼니는 1895년 8월에 150,000달러의 자본금으로 일리노이주에서 재법인화되었다. 시어스와 로젠월드는 잘 지냈지만, 거시 로젠월드의 형제였던 너스바움은 문제를 일으켰다. 시어스와 로젠월드는 1903년에 그를 130만 달러에 매수했다.
로젠월드는 회사에 합리적인 경영 철학을 도입하고 제품 라인을 다각화했다: 잡화, 내구 소비재, 의약품, 하드웨어, 가구 및 농가에서 필요로 할 거의 모든 것. 이 시기의 회사의 노력은 1896년 우체국의 농촌 자유 배달 시작과 함께 특히 행운이었다. 1895년부터 1907년까지 로젠월드가 부사장 겸 재무담당으로 이끄는 동안 회사의 연간 매출은 75만 달러에서 5천만 달러 이상으로 증가했다. 회사의 번영과 더 큰 확장에 대한 그들의 비전은 시어스와 로젠월드로 하여금 1906년에 4천만 달러의 주식으로 회사를 공개 상장하게 만들었다. 로젠월드는 자신의 오랜 친구인 헨리 골드만에게 의지했는데, 그는 이제 골드만삭스의 선임 파트너였고, 주식의 IPO를 처리했다. 시어스가 건강 악화로 인해 1908년에 회장직을 사임한 후, 로젠월드가 회장으로 임명되었다.
1915년 1월 2일, 로젠월드는 개인 재산세 납부 불이행으로 시카고에서 기소되었다. 한 논평가는 이 기소를 "전 세계에 울려 퍼진 총성"이라고 묘사했다. 기소 전에 세금 심사 위원회는 로젠월드의 시어스 주식 가치를 750만 달러로 책정했다. 로젠월드는 이것이 지나치게 과도하다고 선언했고, 추가로 뉴욕 회사의 주식이 실체 자산을 나타내지 않는다고 주장했다. 1915년 3월, 로젠월드의 변호사들이 법원에 그러한 사건의 기소를 규정하는 법률 조항이 폐지되었음을 설득하자 기소는 기각되었다.
제1차 세계 대전 후 경기 침체기 동안 농부들이 소유지를 과도하게 확장하여 심각한 불황이 전국 농장을 강타하면서 회사는 침체되었다. 회사를 구제하기 위해 로젠월드는 개인 재산 2,100만 달러를 담보로 제공했다. 1922년까지 시어스는 재정적 안정성을 되찾았다. 2년 후인 1924년, 로젠월드는 회장직을 사임했지만 회장직을 유지했다. 그의 목표는 자선 사업에 더 많은 시간을 할애하는 것이었다. 먼저 그는 시카고 웨스트 사이드의 호먼 애비뉴와 아딩턴 스트리트에 있는 시어스, 로벅의 거대한 16헥타르(40에이커) 규모의 사무실, 연구실, 우편 주문 운영 본사 단지 내에 회사의 첫 백화점 설계 및 건설을 감독했다. 이 매장은 1925년 2월 2일에 문을 열었다. 회장직에서 물러난 후, 로젠월드는 시어스 이사회 의장으로 임명되었고, 1932년 사망할 때까지 그 직책을 유지했다.

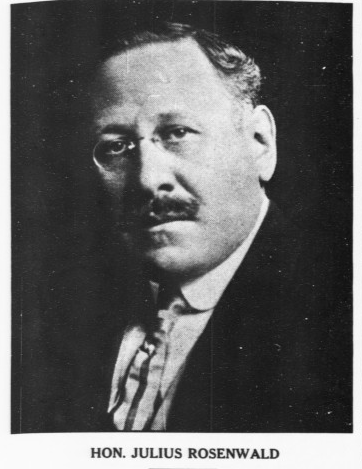
줄리어스 로젠월드 의원, 1922년 12월 23일.

## 박애주의
줄리어스 로젠월드는 박애주의에 대해 단순한 철학을 가지고 있었다. 그는 "내가 하고 싶은 것은 잘못된 것처럼 보이는 것들을 고치려 노력하는 것"이라고 설명했다. 로젠월드의 자선 활동의 주요 초점은 미국과 전 세계에서 반유대주의를 근절하려는 그의 열망에서 비롯되었다.
또한 로젠월드는 모든 사람을 위한 정의에 관심을 가졌고, 아프리카계 미국인들의 어려운 상황이 유대인들이 역사 내내 직면했던 불평등과 깊이 연관되어 있다고 믿었다. 이는 제1차 세계 대전이 시작되기 전에 부커 T. 워싱턴을 만난 후 그에게 더욱 중요해졌다. 그는 미국 내 아프리카계 미국인들의 교육을 개선하려는 자신의 열망을 "흑인 교육에 관심을 갖는 사람이 너무 적어 그 방향으로 내 노력을 집중하는 것이 현명하다고 생각했다"고 설명했다. 따라서 로젠월드의 자선 활동은 사회적 불평등을 돕는 데 대한 강한 책임감과 교육 및 학습에 대한 그의 숭배를 결합했다.
1906년 시어스의 재정 개편 후, 로젠월드는 골드만삭스의 또 다른 선임 파트너인 폴 J. 삭스와 친구가 되었는데, 삭스는 시카고를 여러 번 방문하는 동안 로젠월드의 집에 자주 머물렀다. 둘은 미국의 사회 상황에 대해 논의했고, 아프리카계 미국인들의 어려운 상황이 미국에서 가장 심각하다는 데 동의했다. 삭스는 로젠월드를 아프리카계 미국인 교육의 저명한 교육자이자 지지자인 윌리엄 H. 볼드윈과 부커 T. 워싱턴에게 소개했다. 로젠월드는 워싱턴과 뜻을 같이했고, 1912년에 터스키기 연구소의 이사회에 봉사해 달라는 요청을 받았는데, 그는 남은 생애 동안 이 직책을 유지했다. 그는 워싱턴이 기금 모금에서 벗어나 연구소 관리에 더 많은 시간을 할애할 수 있도록 연구소에 기금을 기부했다.
로젠월드는 시카고로 이주한 직후 시카고 시나이 회중의 선도적인 유대 개혁 회중의 회원이 되었다. 그곳의 랍비인 에밀 G. 허쉬는 로젠월드의 자선 활동에 영향을 미쳤다. 로젠월드는 시카고의 여러 유대인 공동체 프로젝트에 아낌없이 기부했으며, 수년 동안 시카고 시나이의 부회장으로 재직했다.

### 아프리카계 미국인 교육
부커 T. 워싱턴은 로젠월드에게 건물과 도서가 부족하여 열악한 미국 내 아프리카계 미국인 교육 문제에 관심을 가져달라고 권장했다. 로젠월드는 앨라배마 시골에 6개의 작은 학교를 짓는 데 자금을 지원했으며, 이 학교들은 1913년과 1914년에 건설되어 개교했고 터스키기 대학교에서 감독했다. 이 프로젝트들은 아프리카계 미국인들에 의해 그리고 그들을 위해 지어졌기 때문에, 로젠월드가 이 노력에서 뒤에서 조용히 활동하려는 의도를 보여주었다. 제인 애덤스, 그레이스 애봇, 폴 J. 삭스의 사회 진보주의와 에밀 허쉬와 줄리안 맥의 개혁파 유대교 (이들 중 다수는 개인적인 친구이기도 했다)에 영감을 받아 로젠월드는 자신의 시간, 에너지, 돈을 박애주의에 바쳤다.
1911년에 쓴 그의 말에 따르면:
인종 편견으로 인한 공포는 백인 중 다른 사람들보다 유대인에게 더 강력하게 다가온다. 그들이 수세기 동안 겪었고 여전히 겪고 있는 박해 때문이다.
부커 T. 워싱턴과 줄리어스 로젠월드 간의 협력은 작가, 프로듀서, 감독인 아비바 켐프너가 각본, 제작, 감독을 맡은 2015년 다큐멘터리 로젠월드의 주제였다. 이 영화는 티넥 국제 영화제에서 최우수 다큐멘터리 심사위원상을, 내슈빌 영화제에서 립스콤 대학교 세계 기독교 심사위원상을 수상했다.

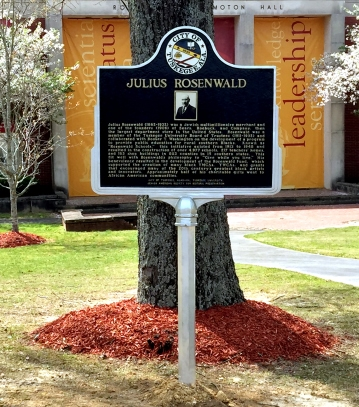
터스키기 대학교 입구의 줄리어스 로젠월드 역사 표지판.

그는 1917년에 "인류의 복지"를 위해 로젠월드 재단을 설립했다. 영구적으로 자체 자금을 조달하도록 설계된 다른 기부 재단과 달리, 로젠월드 재단은 모든 자금을 자선 목적으로 사용하도록 의도되었다. 그 결과, 이 기금은 1948년까지 완전히 소진되었다.

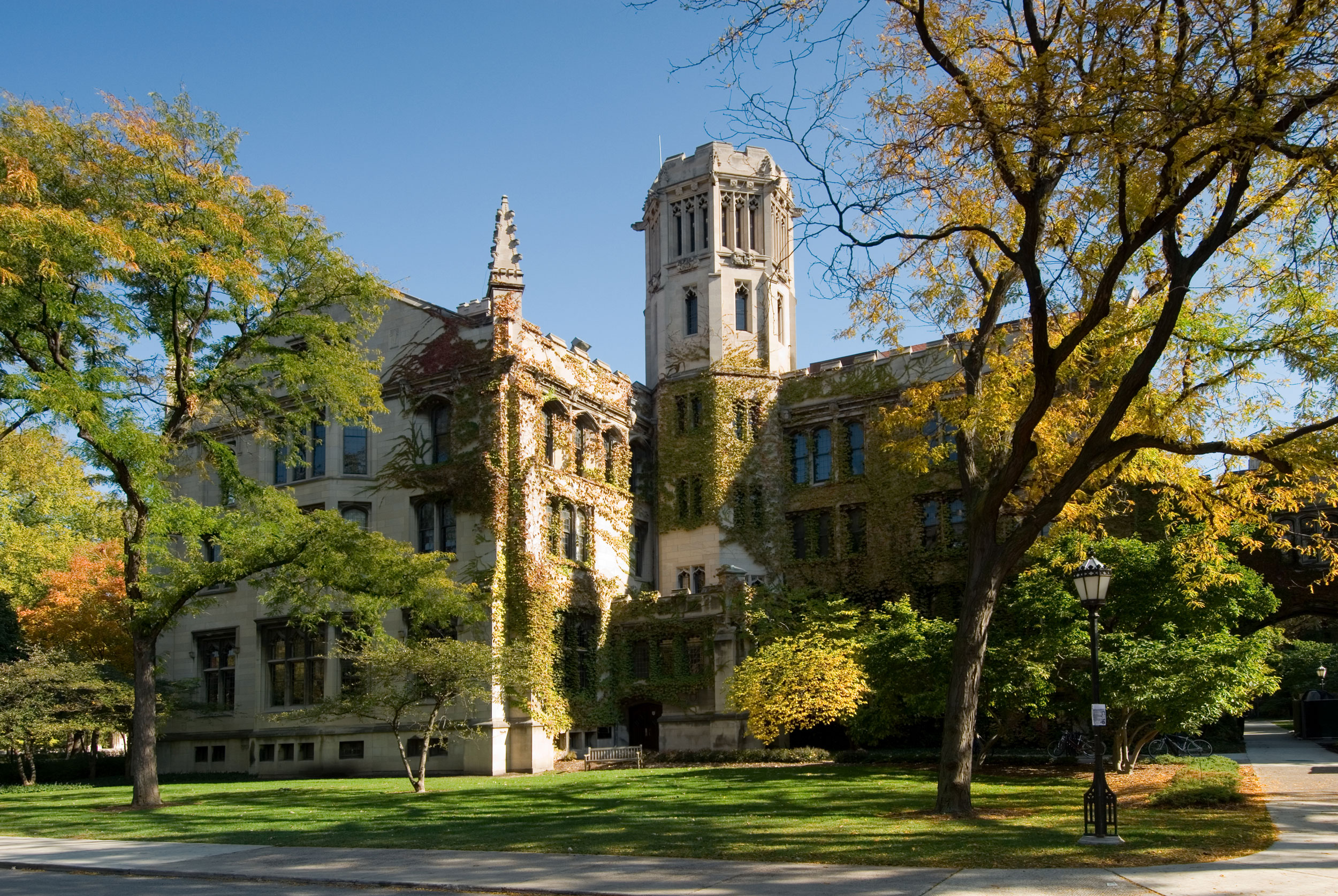
시카고 대학교의 줄리어스 로젠월드 홀.

### 학교, 대학, 박물관
평생 동안 로젠월드와 그의 기금은 공립학교, 단과대학 및 대학교, 박물관, 유대인 자선단체 및 아프리카계 미국인 기관에 7천만 달러 이상을 기부했다. 농촌 학교 건물 프로그램은 로젠월드 재단에서 관리하는 가장 큰 프로그램 중 하나였다. 이 프로그램은 결국 남부에 아프리카계 미국인 어린이를 위한 5,000개 이상의 학교와 상점, 그리고 교사를 위한 주택 건설을 담당했다. 이 학교들은 비공식적으로 "로젠월드 학교"로 알려지게 되었다.
로젠월드는 시카고에서 가장 큰 자선 주택 개발 중 하나인 47번가와 미시간 애비뉴에 있는 미시간 대로 가든 아파트를 의뢰했다. 미시간 대로 가든 아파트는 주거, 상업, 사회적 용도를 혼합한 최초의 미국 주택 개발 중 하나이며 여전히 존재한다.
이 단지는 1929년 줄리어스 로젠월드와 그의 조카이자 건축가인 어니스트 그룬스펠드 (그룬스펠드는 로젠월드의 처남인 막스 아들러의 요청으로 애들러 천문관도 설계했다)에 의해 건설되었다. 한 블록 전체를 차지하는 건물들은 거대한 중앙 조경된 안뜰을 둘러싸고 있었다. 로젠월드는 아프리카계 미국인들에게 건전한 주택을 제공하고 시카고의 광범위한 인종 분리 정책으로 인한 엄청난 과밀화를 완화하기 위해 421개 유닛의 개발을 계획했다. 이 개발에는 47번가 쪽 부지에 14개의 상점도 포함되어 있었는데, 그 중 4개는 흑인 소유 사업체가 차지했고, 보육원도 있었다. 로젠월드는 이 프로젝트에 270만 달러를 투자했으며, 처음 7년 동안 2.4%의 수익만 받았다.

### 아프리카계 미국인을 위한 YMCA
1910년, YMCA는 로젠월드에게 시카고의 새 건물에 자금을 지원해달라고 요청했다. 로젠월드는 아프리카계 미국인을 위한 센터도 건설된다면 기부하겠다고 답했다. 그 결과 1914년에 개관한 와바시 애비뉴 YMCA는 후에 역사적인 랜드마크가 되었다. 와바시 "Y"는 흑인 대이동 동안 흑인들이 시카고에 통합되는 데 크게 기여했다. 오늘날에도 여전히 운영되고 있다.
로젠월드는 미국 전역의 도시에 아프리카계 미국인을 위한 YMCA를 건설하기 위해 매칭 그랜트를 제공했다. 로젠월드는 아프리카계 미국인을 위한 YMCA를 건설하기 위해 75,000달러를 모금할 수 있는 모든 도시에 25,000달러를 기부하겠다고 약속했다. 1911년부터 1933년까지 로젠월드는 할렘을 포함하여 미국 24개 도시의 25개 YMCA 건설에 60만 달러 이상을 지원했다.

### 사무엘 레셰프스키
로젠월드는 체스 신동 사무엘 레셰프스키의 후원자였다. 그는 레셰프스키에게 체스에 완전히 의존하지 않고 생계를 유지하기 위해 대학교 학위를 취득하도록 격려했다. 레셰프스키는 시카고 대학교에서 회계학 학위를 취득하여 그렇게 했다.

### 카운티 확장
로젠월드는 미국에서 처음으로 카운티 확장 요원을 고용하는 100개 카운티에 1000달러 보조금을 지원하여 미국 농무부가 농촌 미국인들에게 매우 유용한 프로그램을 시작하는 데 도움을 주었다. 그는 또한 시카고의 과학산업박물관 (시카고)의 주요 설립자이자 후원자였으며, 500만 달러 이상을 기부하고 회장(1927-1932)으로 재직했다.

## 사망 및 유산
로젠월드는 1932년 1월 6일, 69세의 나이로 일리노이주 하일랜드파크 (일리노이주)의 라비니아 지구에 있는 그의 자택, 현재는 로즈우드 공원에서 사망했다.
- 그의 흉상이 청동으로 제작되었으며, 시카고 시내의 시카고강과 머천다이즈 마트 사이에 설치된 여덟 명의 저명한 재벌들의 흉상 중 하나였다.
- 제2차 세계 대전 중, 패너마시티에서 리버티선 SS 줄리어스 로젠월드가 건조되어 그의 이름을 따서 명명되었다.[21]
- 그는 1992년 주니어 어치브먼트 미국 비즈니스 명예의 전당에 헌액되었다.
- 2015년 영화 로젠월드는 아비바 켐프너 감독이 그의 삶과 자선 활동을 다큐멘터리화했다.
- 시카고 공립학교 시스템의 초등학교인 시카고 사우스웨스트 사이드 2601 W 80번가에 위치한 학교는 1952년 로젠월드의 이름을 따서 명명되었다.
- 링컨 홈 국립 역사 유적지의 일부인 로젠월드의 어린 시절 집은 2020년에 그의 이름을 따서 개명되었다. 그곳에 있는 명판은 그의 업적을 기념한다.[22]

자신의 삶과 성공을 되돌아보며 로젠월드는 "대부분의 사람들은 어떤 사람이 재산을 모았기 때문에 어떤 주제에 대한 그의 의견이 가치 있다고 생각한다. 나로서는 항상 대부분의 큰 재산은 평범한 능력을 가진 사람들이 운 좋은 기회를 잡아서 부자가 될 수밖에 없었고, 다른 사람들이 같은 기회를 가졌다면 훨씬 더 잘했을 것이라고 믿는다"고 선언했다. 따라서 줄리어스 로젠월드는 시카고에서 가장 존경받는 유대인 사업가 중 한 명이지만, 그는 평생 동안 낮은 인지도를 유지했다. 그는 전기의 출처가 되는 것을 거부했고, 그의 이름이 건물이나 기관에 붙여지는 것을 원치 않았다. 그는 심지어 그의 아낌없는 자선 기부가 다른 사람들에 의해 매칭되도록 주장하여 '단독 기부자'라는 칭호를 받지 않으려 했다. 그러나 그는 오늘날 피터 M. 아스콜리의 『줄리어스 로젠월드: 시어스, 로벅을 건설하고 미국 남부 흑인 교육을 발전시킨 남자』와 하시어 R. 다이너의 『줄리어스 로젠월드: 세상을 수리하다』와 같은 많은 책들을 통해 잘 기억되고 있다.

## 자료 및 추가 자료
- Ascoli, Peter M. Julius Rosenwald: The Man Who Built Sears, Roebuck and Advanced the Cause of Black Education in the American South (Indiana University Press, 2006), 주요 전기. 온라인
- Brinkmann, Tobias, "Sundays at Sinai: A Jewish Congregation in Chicago" (2012), 로젠월드의 유대인 자선 활동에 관하여.
- Burton, Charles Wesley and Laura Dancy Burton, The North Star: Julius Rosenwald's Impact Upon Black America (2008)
- 하시어 R. 다이너. Julius Rosenwald: Repairing the World. (Yale University Press, 2017). , 주요 전기. 온라인
- Embree, Edwin R. Investment in People? The Story of the Julius Rosenwald Fund. 1949.
- Emmet, Boris, and John E Jeuck. Catalogs and Counters: A History of Sears, Roebuck and Company (1950), 학술적 역사.
- Mays, Russell O. "Julius Rosenwald: Building Partnerships for American Education." Professional Educator 28.2 (2006): 1-8. 온라인

- Werner, M. R. Julius Rosenwald: The Life of a Practical Humanitarian. 2판. 1939.